# Gouin-Gouin
Gouin-Gouin est une commune rurale située dans le département de Sidéradougou de la province de la Comoé dans la région des Cascades au Burkina Faso.
La société gouin, située au sud-ouest du Burkina Faso, compte environ 60 000 personnes. Elle aurait migré par petits groupes du nord de l’actuel Ghana au nord de la Côte d’Ivoire à partir du XVIIIe siècle. Au début du XIXe siècle, les Gouin sont installés au sud de la Léraba au milieu de populations sénoufo, dont les Kpallaka. Mais les incessantes razzias de ces derniers, plus celles menées par les bandes armées du jeune Royaume de Kong obligent les Gouin à repartir vers le nord jusque dans leur habitat actuel, au sud de la falaise de Banfora. Au XIXe siècle le pays gouin se trouvait au cœur d’un triangle formé par trois Etats dyoula : l’Etat de Kong, au sud-est, dirigé par des Ouatara ; L’Etat de Bobo-Dioulasso ou Sya au nord-est, appelé aussi le Gwiriko, dirigé par des Ouatara issus de Kong ; l’Etat du Kénédougou à l’ouest dirigé par des Traoré de Sikasso. Ces trois Etats, à la fois commerçants et guerriers, enserraient le pays gouin entre les grandes routes commerciales Kong-Bobo-Dioulasso-Djenné et Kong-Sikasso-Ségou par lesquelles transitaient esclaves et marchandises diverses.

## Santé et éducation
Le village possède une école primaire publique.
https://journals.openedition.org/africanistes/2213
1. ↑  Démographie sur le site des communes du Burkina Faso.
2. ↑  [PDF] « Élections municipales du 22 mai 2016 – Statistiques des bureaux de vote par communes/arrondissements », LeFaso.net, 22 mai 2016, p. 61.